# Viena Edicions
Viena Edicions és una editorial catalana creada el 1991 a Barcelona. A l'origen una filial de Columna Edicions, el 2000 va tornar-se un segell totalment independent, dedicat a l'edició en català i dirigit per Isabel Monsó i Enric Viladot. El 2009 va obtenir el Premi Llibreter per l'edició de Winesburg, Ohio, de Sherwood Anderson (1876-1941), traduït per Francesc Parcerisas. Es dedica entre d'altres a l'edició de traduccions al català de grans clàssics de la literatura del segle xx, com ara Marcel Proust, Josep Roth i altres. El 2021 es va incorporar al Grup Enciclopèdia Catalana.

## Publicacions destacades
- 2012: Salvador Dalí vist per la seva germana (1948) nova edició a cura de Mariona Seguranyes, 2012.
- 2013: La solidaritat no degenera, el llibre de la marató contra les malalties neurodegeneratives.[5]